# Супергёрл
Супергёрл (англ. Supergirl) — псевдоним нескольких супергероинь комиксов издательства DC Comics. Оригинальная и наиболее известная Супергёрл — Кара Зор-Эл / Кара Денверс (англ. Kara Zor-El), двоюродная сестра супергероя Супермена. Героиня впервые появилась в комиксе Action Comics № 252 (май 1959) и была создана Эндо Биндером и Элом Пластино.

## История публикаций
Супергёрл (её криптонское имя Кара Зор-Эл) играла второстепенную роль в различных историях DC Comics, публиковавшихся в «Action Comics», «Superman» и других сериях комиксов, которые были связаны с Суперменом. В 1969 приключения Супергёрл были перенесены в «Adventure Comics», а затем Кара получила свою собственную именную серию, публиковавшуюся с 1972 по 1974 годы. Позднее выходил комикс «The Daring New Adventures of Supergirl», выпускавшийся с 1982 по 1984 год.

## Биография
Кара Дэнверс является криптонской кузиной Кларка Кента, она дочь Зор-Эла, а также член Дома Эл.
В 1985 в ходе событий мини-серии Crisis on Infinite Earths Супергёрл погибла, и после перезагрузки вселенной DC в результате Кризиса Супермен стал единственным выжившим после разрушения родной планеты криптонцем. После отмены третьего тома серии «Supergirl» с Линдой Дэнверс в роли главной героини во вселенную DC была возвращена осовремененная Кара Зор-Эл. Это произошло в 2004 году в 8 выпуске серии «Superman/Batman» в истории под названием «The Supergirl from Krypton». Позднее Кара вновь получила свою собственную именную серию.
Когда Криптон, родная планета Кары Зор-Эл, была близка к разрушению, родители отправили свою дочь вслед за её двоюродным братом Кал-Элом на Землю, чтобы она могла выжить и заодно защитить его от опасностей. Однако из-за взрывной волны корабль Кары попал в фантомную зону и прибыл на место назначения, когда Кал уже вырос, превратился в Супермена и перестал нуждаться в её опеке. Так она стала младшей сестрой героя Метрополиса (пока он рос, Кара находилась в гиперсне).
В комиксе The Adventures of Supergirl (2016 год)
Много лет Кара жила в мире людей, вынужденная подавлять свою суперсилу и скрывать истинную сущность, прозябая в тени легендарного брата.
Повзрослев, она устроилась на работу, где изо дня в день занимается тем, что разносит кофе и документы. Такая рутина не устраивает Кару — она чувствует, что губит свой потенциал. Но всё меняется, когда девушка проявляет свои неординарные суперспособности, спасая от неминуемого крушения самолёт, на борту которого находилась и её сводная сестра Алекс (Кайлер Ли). Прозванная газетчиками «Супергёрл» Кара загорается желанием защищать жителей города от преступности. Однако столь желанная жизнь таит в себе и множество смертельных опасностей, ведь за хрупкой представительницей дома Эл охотятся самые свирепые головорезы Вселенной…

### Тайны Смолвиля
Хлоя Салливан создала ложную предысторию для властей, чтобы прикрыть внезапное появление Кары в Смолвиле, объяснив, что она кузина Кларка по линии его приёмного отца, выросла в штате Миннесота, где и жила в течение последних 19 лет.
Кара становится мишенью для Брейниака, который заставил её следовать за ним в космос. Кара попадает в ловушку Брейниака, они оказываются на Криптоне в 1986 году после путешествия во времени. Кара возвратилась на Землю с Кларком, но на самом деле Брейниак уже отослал Кару в фантомную зону и прибыл как Кара на Землю. Хлоя с помощью кристалла в конце концов спасает Кларка и Кару из фантомной зоны.
В 2010 году Кара вернулась в Метрополис, публично раскрыла свои суперсилы и стала супергероем, сохраняя город в безопасности от «тьмы», о которой Джор-Эл предупредил Кларка. Когда был введён в действие закон о регистрации супергероев, многие супергерои были в розыске. Среди них была и Кара, которая была указана под названием Supergirl.
Кара отправилась в будущее благодаря кольцу легиона.

## Силы и способности
Кара обладает теми же способностями, что и Супермен:
- Сверхчеловеческая сила: Супергёрл может поднимать целую планету, а по физической силе не уступает таким героям, как Супермен, Капитан Марвел, Чудо-женщина и даже Спектр.
- Сверхскорость: Кара способна передвигаться на скорости, превышающей скорость света.
- Неуязвимость: Супергёрл может выдержать взрыв планеты, а обычные снаряды не наносят ей никакого вреда.
- Ускоренная регенерация: Супергёрл может регенерировать серьёзные повреждения, кроме конечностей.
- Полёт: Кара может летать как в воздухе, так и в космосе.
- Тепловое зрение: глаза Супергёрл могут испускать и фокусировать свет, температура которого выше температуры на поверхности Солнца.
- Рентгеновское зрение позволяет видеть через различные предметы, кроме криптонита и некоторых металлов.
- Супервыносливость: Кара не нуждается в еде, воде, кислороде или сне, также она может биться на пике сил довольно долгое время, при наличии солнечной энергии.
- Сверхбыстрое мышление позволяет Супергёрл обрабатывать информацию со световой скоростью.
- Микроскопическое зрение: Кара может видеть атомы, молекулы и их составляющие.

### Слабости
Супергёрл, как и Супермен, уязвима для криптонита, магии, телепатии и света, исходящего от красного Солнца.

## Вне комиксов

### Телевидение
- Кара Зор-Эл / Супергёрл была одной из главных супергероев 7 сезона телесериала «Тайны Смолвиля». Роль супергероини исполнила Лаура Вандервурт[1].
- В сентябре 2014 года был анонсирован телесериал о Супергёрл[2]. Исполнительницей главной роли выбрана Мелисса Бенойст, сериал вышел в эфир 26 октября 2015 года (премьера в России — 5 декабря 2015 года).

#### Телевизионная Вселенная DC канала The CW
- Сериал «Супергёрл» входит во «Вселенную Стрелы». Кара Денверс в исполнении Мелиссы Бенойст появилась в качестве гостя в сериалах «Флэш», «Стрела» и «Легенды завтрашнего дня».
- В эпизоде «Добро пожаловать на Землю-2» 2 сезона сериала «Флэш», когда Барри вместе с Циско и Уэллсом перемещаются на Землю-2, можно заметить Супергёрл. Это означает, что Супергёрл находится на другой земле и является частью мультивселенной. Позднее, в эпизоде «Против Зума» Барри во время испытания тахионного ускорителя открыл портал в другое измерение и пропал на доли секунды, после чего вернулся в возбуждённом состоянии. В серии «Лучшие в мирах» сериала «Супергёрл» выясняется, что Барри в этот момент открыл портал на Землю Супергёрл (позже её назовут Землёй-38) и застрял там на несколько дней, из-за чего он и был в нервном состоянии и удивился, что на Земле-1 не прошло и минуты. В этой серии очень хорошо подружилась с Флэшем.
- Супергёрл появлялась в четырёх кроссовер-сериях:
  - «Вторжение!» (8 серия 3 сезона «Флэша», 8 серия 5 сезона «Стрелы» и 7 серия 2 сезона «Легенд завтрашнего дня»): в рамках первого кроссовера Кара по просьбе Барри пришла на Землю-1 и помогла командам Стрелы, Флэша и Легендам в борьбе против доминаторов (расы инопланетян, которых Кара встречала в своей вселенной). В конце она получила от Циско устройство, дающее ей возможность перемещаться по мультивселенной.
  - «Дуэт» (17 серия 3 сезона «Флэша»): в рамках второго кроссовера Барри и Кара оказываются во сне-мюзикле, в который их отправил Музыкальный Мастер. Когда их спасают Айрис и Мон-Эл, Барри с Карой осознают, что им надо помириться со своими любимыми (что и было планом Музыкального Мастера).
  - «Кризис на Земле-Х» (8 серия 3 сезона «Супергёрл», 8 серия 4 сезона «Флэша», 8 серия 6 сезона «Стрелы» и 8 серия 3 сезона «Легенд завтрашнего дня»): в рамках третьего кроссовера Кара вместе с Алекс пришла по приглашению Барри на их свадьбу с Айрис, но церемония была сорвана из-за внезапного вторжение армии нацистов с Земли-X, возглавляемой Чёрной стрелой, Овергёрл (злыми двойниками Оливера Куина и Кары Денверс) и врагом Флэша Эобардом Тоуном.
  - «Иные миры» (9 серия 5 сезона «Флэша», 9 серия 7 сезона «Стрелы» и 9 серия 4 сезона «Супергёрл»). Барри и Оливер, поменявшись телами, отправляются за помощью к своей подруге Каре на Землю-38, им также решил помочь Супермен. В дальнейшем она помогает Флэшу и Стреле вернуть всё как было и победить главного антагониста кроссовера Джона Дигана, который и поменял телами Оливера и Барри. Они втроём отправились в Готэм-Сити (где и находился Диган) и познакомились с супергероиней Бэтвумен.
  - «Кризис на Бесконечных Землях»(9 серия 5 сезона «Супергёрл», 9 серия 1 сезона «Бэтвумен», 9 серия 6 сезона «Флэша», 8 серия 8 сезона «Стрелы» и спец-эпизод 5 сезона «Легенд завтрашнего дня») Сверхсущество Монитор собирает супергероев, чтобы противостоять Анти-Монитору, который хочет уничтожить Мультивселенную.

### Фильмы
- Супердевушка / Supergirl (Великобритания; 1984) в роли Супергёрл Хелен Слейтер.
- Муви 43 / Movie 43 (США; 2013) в роли Супергёрл Кристен Белл.
- Флэш / The Flash (США; 2023) в роли Супергёрл Саша Калле.

#### Вселенная DC
Милли Олкок исполняет роль Кары Зор-Эл / Супергёрл в следующих проектах франшизы «Вселенная DC»:
- Фильм «Супермен» (2025);
- Фильм «Супергёрл» (2026).

### Игры
- Injustice 2

## Критика и отзывы
В мае 2011 Супергёрл заняла 94 место в списке 100 величайших героев комиксов.